# Операция „Облачен стълб“
Операция „Облачен стълб“, също операция „Отбранителен стълб“ (на иврит: עמוד ענן, Амуд Анан) е военна операция на израелската армия в ивицата Газа, започнала с ликвидирането на Ахмед Джабари, ръководител на военното крило на Хамас, от израелските сили на 14 ноември 2012. Официално операцията цели да се унищожи военният капацитет на полувоенните палестински групировки в Газа, които години наред изстрелват срещу Израел малки, самоделни ракети от ивицата.
В отговор на убийството на Джабари, Хамас, Ислямски джихад и Фронтът за освобождение на Палестина започват да изстрелват стотици ракети Касам, Фаджр-5 и Град срещу цели в Израел, предимно гъстонаселени райони. В същото време израелските военновъздушни сили ежедневно бомбардират цели на Хамас в Газа. Израелските власти също издават разпореждане за мобилизиране на 75 000 резервисти в подготовка на сухопътна операция.
Реакциите към операцията са противоречиви – мюсюлманските страни, включително Турция, Египет, Иран и Сирия, остро осъждат израелските действия, докато западните страни, начело със САЩ и Великобритания, застават на страната на Израел и разкритикуват ракетните атаки на Хамас. Други (Русия и Ирландия) осъждат действията и на двете страни, а Франция и Китай не заемат ничия страна.

## Предхождащи събития
От 2001 година насам палестинските полувоенни групировки в ивицата Газа подлагат на обстрел градове в Южен Израел, използвайки миномети и самоделни ракети. Само до януари 2009 от Газа са изстреляни над 8600 ракети, До 15 ноември 2012 убитите от тези атаки израелци възлизат на 61 души, сред които и деца. Въпросните самоделни ракети от тип Касам и Град са с малък обсег и падат в израелските градове в непосредствена близост до Газа.
Отношенията между Израел и Газа се обтягат значително през 2006 година с победата на партия Хамас на парламентарнте избори. Хамас е считана за терористична организация от Израел, САЩ, Канада, Европейския съюз и Япония. На следващата година (2007) избухват сблъсъци между социалистическата Фатах и ислямистката Хамас, които довеждат до установяване на почти пълната власт на Хамас в Газа. В отговор Египет и Израел съвместно затварят сухопътните си граници с Газа и налагат блокада, която довежда до силно влошаване на икономическата и хуманитарна ситуация в ивицата. Хамас, чрез военното си крило бригади „Из ад-Дин ал-Касам“, започва редовни ракетни атаки по израелските градове. Само през 2008 година срещу Израел са изстреляни 2378 ракети. Израел реагира с военна операция в края на 2008 и началото на 2009 година, която причинява между 1100 и 1500 жертви в Газа и нанася силен удар върху инфраструктурата и здравеопазването – според Червения кръст, след военната операция около 80% от населението на града е трябвало да разчита на хуманитарна помощ за най-основните си нужди. От израелска гледна точка операцията се увенчава с успех – ракетните и минометни атаки срещу израелските градове намаляват до общо 365 през 2010.
Хуманитарната ситуация в Газа обаче остава тежка. В началото на 2010 година, движението „Свободна Газа“ и турска правозащитна организация сформират малка флотилия („Флотилия на свободата“), която цели да пробие израелската блокада и да достави помощи и строителни материали на жителите от ивицата. На 31 май 2010 израелски специални части щурмуват един от тези кораби в международни води. Това довежда до поредното увеличаване на напрежението, както и на влошаване на израелско-турските отношения. Хамас настоява за вдигане на блокадата като условие за прекратяване на изстрелванията от своя територия, и започва да увеличава броя на ракетните атаки. През 2011 броят им нараства до 680, а до ноември 2012 – до близо 800. Между 2010 и 2012, израелските сили за сигурност убиват 271 палестинци в различни инциденти.
Появяват се сведения, че Иран, съвместно със Судан, снабдява Хамас с минометни снаряди и ракети Фаджр-5 (с много по-голям обсег от Касам). Ръководителят на Иранската революционна гвардия Мохамад Али Джафари заявява, че Иран не е снабдявал Хамас с тези ракети, но е предал на палестинците технологии и ноу-хау за изработването им. На 23 октомври 2012 израелските военновъздушни сили нанасят удар по оръжеен завод в Судан, за който опозиционни судански групи предполагат, че е свързан с Революционната гвардия на Иран. Въздушният удар се появява на фона на усилващо се насилие в Газа през октомври – стрелба от израелски танк ранява четири деца, израелски граничари убиват 20-годишен психично болен мъж, който се приближава до опасващите ивицата огради, а няколко палестински рибари са ранени от израелски огън. Палестинците отговарят с десетки ракетни атаки срещу Израел, които раняват няколко цивилни. Четирима израелски войници пострадват сериозно след попадение на палестинска противотанкова ракета по джипа им. ИВВС отговарят с въздушен удар, при който са убити шестима палестински бойци.
Двете страни влизат в преговори за прекратяване на размяната на огън. По време на преговорите обаче Хамас продължава да изстрелва ракети към Израел. Бенямин Нетаняху и министърът на отбраната на Израел Ехуд Барак заявяват, че отговорът на Израел „ще дойде в подходящ момент“. Към 12 ноември Хамас и Ислямски джихад заявяват, че „топката е в полето на Израел“. Според израелския парламентьор Гершон Баксин, часове преди убийството на Ахмед Джабари и началото на „Облачен стълб“, споразумение за трайно примирие между Хамас и Израел вече е било оформено.